# エリザベス・マンリー
エリザベス・アン・マンリー（Elizabeth Ann Manley、1965年8月7日 - ）は、カナダ・オンタリオ州トレントン出身の女性フィギュアスケート選手。1988年にはカルガリーオリンピックと世界選手権の女子シングルで共に銀メダルを獲得した。

## 経歴
4人兄弟の中に生まれ他の3人はいずれも男兄弟でエリザベスは幼い時からスケートを始めた。軍人だった父親は昇進ためにしばしば転勤を命じられ、9歳の時に一家はトレントンからオタワに引っ越した。その後両親は1970年代に離婚し彼女は母親ジョアンに引き取られた。母親はエリザベスのフィギュアスケートに時間と費用をつぎ込んだ。
1981年世界ジュニア選手権で3位になった後、1982年世界フィギュアスケート選手権で13位となった。しかし1982-83シーズンには集中した練習環境を求めてオタワからニューヨーク州レークプラシッドに練習拠点を移した彼女は鬱状態とホームシックにかかり調子を大きく崩してしまう。髪の毛は抜け落ち、体重が増えた。
1983年カナダ選手権ではメダルを逃し、一時的に練習を止めてしまう。しかしピーター・ダンフィールド、ソーニャ・ダンフィールド夫妻のコーチを受けて練習を再開する。1984年サラエボオリンピックでは13位、1984年から87年までの世界選手権に連続出場をし、8位、9位、5位、4位と成績を上げていく。
1987年の世界選手権では規定とショートプログラムが終了した時点では優勝争いをしていたもののフリーの演技で失敗し4位に終わった。
1988年地元カナダのカルガリーオリンピックでも、彼女がメダル争いに絡むだろうと推測した専門家、メディアは少数であった。そしてスポンサーもつかなかった。メディアは1984年サラエボ五輪金メダリストのカタリナ・ヴィット（当時東ドイツ）と、1986年世界選手権優勝者のデビ・トーマス（アメリカ）が共にカルメンを使用曲にしていたことから、カルメン対決と称して煽っていた。その分彼女は注目を浴びなかった。
風邪をひいていたものの規定は4位、ショートプログラムは3位。
ショートプログラム終了時点で
| 女子シングル | 規定（順位点） | SP（順位点） | 総合（順位点） |
| ------------ | -------------- | ------------ | -------------- |
| トーマス     | 2(1.2)         | 2(0.8)       | 1(2.0)         |
| ヴィット     | 3(1.8)         | 1(0.4)       | 2(2.2)         |
| マンリー     | 4(2.4)         | 3(1.2)       | 3(3.6)         |

トーマス、ヴィットに続いて総合3位につけた。
フリーの最終組ではヴィットが一番先に登場した。3トゥ+2トゥ、3サルコウ、3トゥと前半にジャンプを固めて、後半に3サルコウ+2フリップと大きなミスなく終えたが全体に控えめな出来だった。
マンリーはプログラム冒頭に3ルッツを成功、その後3トゥ、3ループ、3サルコウと全てのジャンプをクリーンに決めてミスなくプログラムを終える。圧倒的な出来映えにスタンディングオベーションで迎えられ、技術点では9人のうち5人から5.9をもらい、フリーだけでは1位になった。
最終滑走者としてトーマスが滑走、3トゥ+3トゥのジャンプは2つ目が両足着氷、3サルコウはクリーンに降りたが、3ループはステップアウト、3サルコウもステップアウトして氷に手をついてしまう。全体にミスの目立つ演技となり、点数が伸びずにフリー4位となる。その瞬間マンリーの2位が確定し、予期せぬ逆転にコーチと抱き合って喜んだ。演技直後のインタビューでは「カタリナとデビがカルメン対決でプレッシャーを感じていたが、自分はオリンピックに向けて十分練習したし、自分の事だけに集中して演技に臨んだ」とコメントした。
最終結果は
| 順位 | 女子シングル         | 国籍           | 規定   | ショート | フリー | 順位点 |
| ---- | -------------------- | -------------- | ------ | -------- | ------ | ------ |
| 1    | カタリナ・ヴィット   | 東ドイツ       | 3(1.8) | 1(0.4)   | 2(2.0) | 4.2    |
| 2    | エリザベス・マンリー | カナダ         | 4(2.4) | 3(1.2)   | 1(1.0) | 4.6    |
| 3    | デビ・トーマス       | アメリカ合衆国 | 2(1.2) | 2(0.8)   | 4(4.0) | 6.0    |

優勝したヴィットに順位点で0.4まで迫った。この逆転の勝利で銀メダルを獲得し、カナダの有名人となった。
オリンピック後の世界フィギュアスケート選手権でも2位となった。アマチュア引退後は、アイスショーなどに参加しつつコーチ兼コメンテーターとして活躍している。
1990年に『Thumbs Up!』、1999年に『As I Am: My Life After the Olympics』というタイトルの自叙伝を出版した。2006年8月、コクレーン出身の元ジュニアアイスホッケー選手と結婚し現在はオタワに住んでいる。
1988年にカナダ勲章を受章している。
2010年、バンクーバーオリンピックで22年ぶりにヴィットと再会している。

## 主な戦績
| 大会 / 年     | 1980-81 | 1981-82 | 1982-83 | 1983-84 | 1984-85 | 1985-86 | 1986-87 | 1987-88 |
| ------------- | ------- | ------- | ------- | ------- | ------- | ------- | ------- | ------- |
| オリンピック  |         |         |         | 13      |         |         |         | 2       |
| 世界選手権    |         | 13      |         | 8       | 9       | 5       | 4       | 2       |
| カナダ選手権  | 3       | 2       | 4       | 2       | 1       | 2       | 1       | 1       |
| 世界Jr.選手権 |         | 3       |         |         |         |         |         |         |